# 乙酸铯
乙酸铯是铯形成的乙酸盐，化学式为CH3COOCs，是白色吸湿性固体。它可由氢氧化铯或碳酸铯和乙酸的反应制备。它可以形成六方晶系晶体，晶胞参数a=1488.0 pm, c=397.65 pm，每个晶胞含有六个单元。它热分解放出甲烷，而乙酸钾和乙酸铷分解则挥发出丙酮。它可用于珀金反应。